# Modesto Denis
Modesto Denis (ur. 9 marca 1901, zm. 30 kwietnia 1956) – piłkarz paragwajski, bramkarz.
Denis jako gracz klubu Club Nacional wziął udział w turnieju Copa América 1922, gdzie Paragwaj zdobył tytuł wicemistrza Ameryki Południowej. Zagrał we wszystkich 5 meczach - z Brazylią (stracił 1 bramkę), Chile (nie stracił bramki), Urugwajem (nie stracił bramki), Argentyną (stracił 2 bramki) i w barażu z Brazylią (stracił 3 bramki).
Bronił także bramki reprezentacji narodowej podczas turnieju Copa América 1923. Paragwaj zajął 3. miejsce, a Denis zagrał w 2 meczach - z Argentyną (stracił 4 bramki) i Brazylią (nie stracił bramki).
Rok później Denis wziął udział w turnieju Copa América 1924, gdzie Paragwaj ponownie był trzeci. Denis zagrał w 2 meczach - z Argentyną (nie stracił bramki) i Urugwajem (stracił 3 bramki).
Po raz czwarty w kontynentalnych mistrzostwach Denis wziął udział podczas Copa América 1925, gdzie Paragwaj zajął ostatnie 3. miejsce. Denis bronił bramki w 3 spotkaniach - dwóch z Brazylią (stracił kolejno 5 i 3 bramki) i jednym z Argentyną (stracił 2 bramki).
Turniej Copa América 1926 to były piąte i ostatnie kontynentalne mistrzostwa z udziałem Denisa. Paragwaj zajął 4. miejsce, a Denis wystąpił w 3 meczach - z Boliwią (stracił 1 bramkę), Urugwajem (stracił 6 bramek) i Chile (stracił 5 bramek).
Wciąż jako piłkarz Nacionalu był w kadrze narodowej na pierwsze mistrzostwa świata w 1930 roku, gdzie Paragwaj odpadł w fazie grupowej. Zagrał w meczu ze Stanami Zjednoczonymi, w którym przepuścił 3 bramki. W następnym meczu z Belgią w bramce zastąpił go Pedro Benítez.
Wraz z Nacionalem dwukrotnie zdobył mistrzostwo Paragwaju – w 1924 i 1926.